# Декстрометорфан
Декстрометорфанът е химично вещество с формула C18H25NO.
Лекарствено средство против кашлица без аналгетично и хипнотично действие.
Ефектът се проявява до 30 минути след приема и трае до 6 часа.
Абсорбира се добре от организма, бързо се метаболизира в черния дроб, като се образува активен метаболит – декстрорфан. Отделя се както под формата на непроменен декстрометорфан, така и под формата на метаболити, включително декстрорфан.